# Aglí

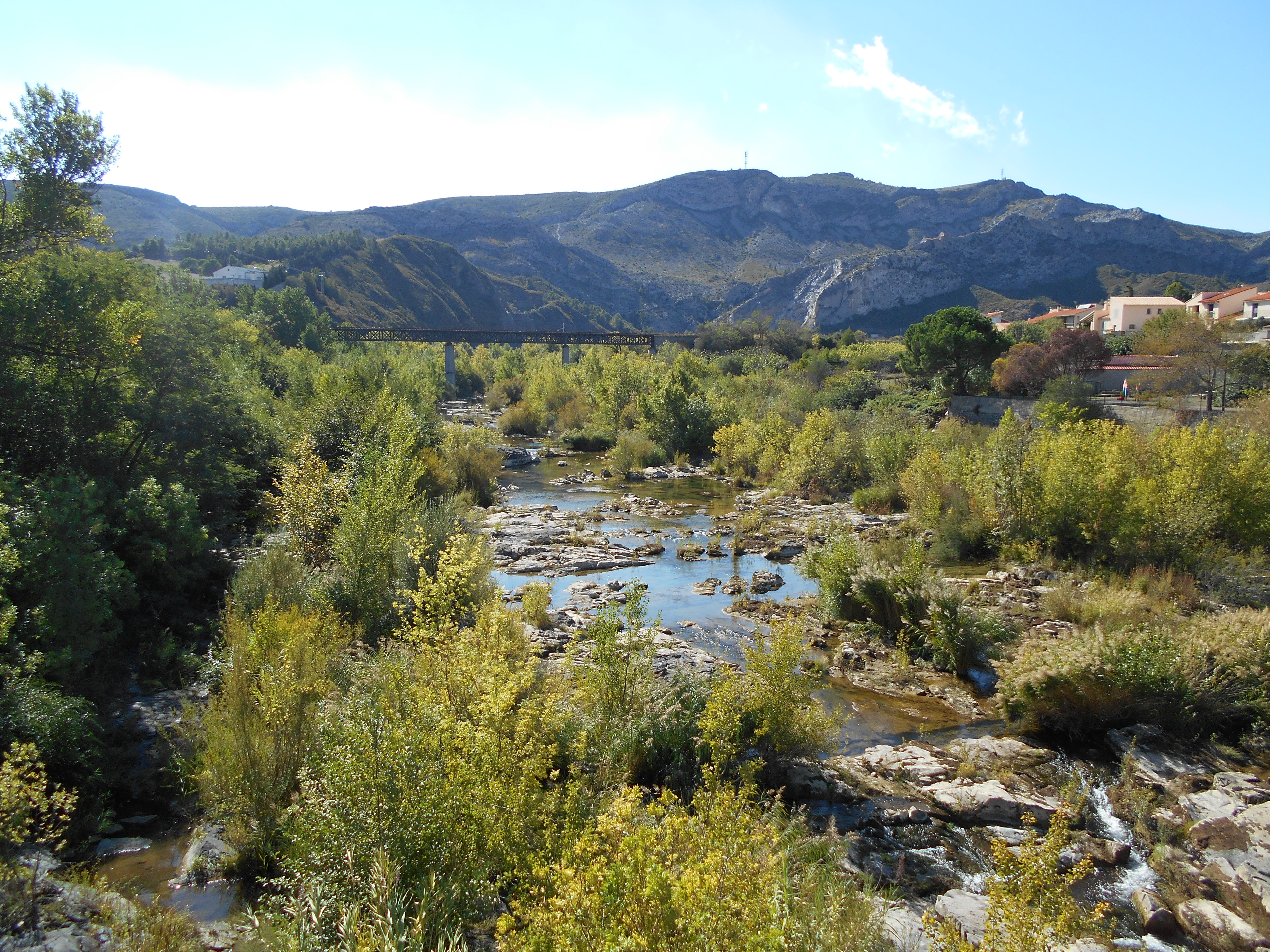
L'Aglí a Cases de Pena (sud)

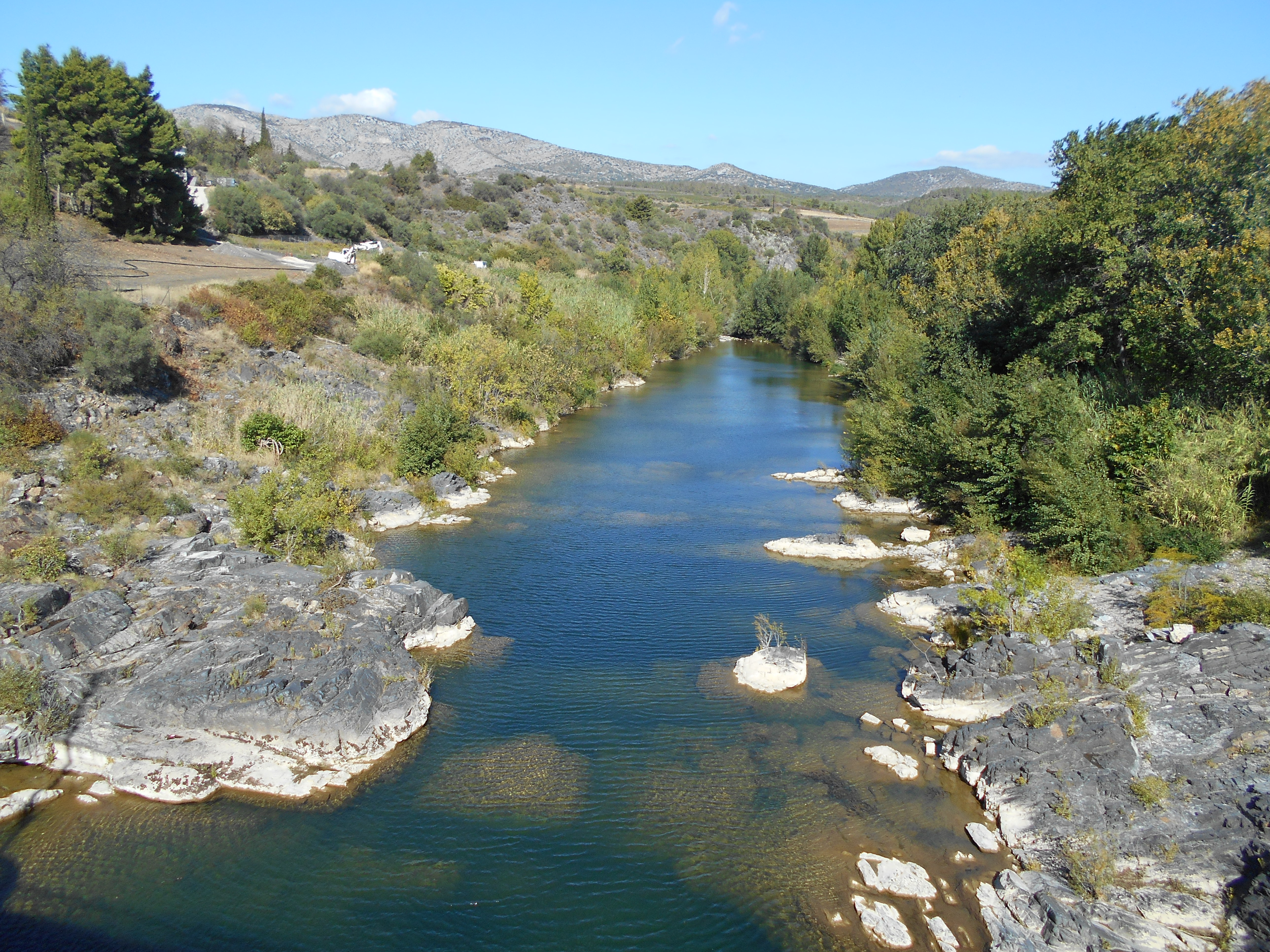
L'Aglí a Cases de Pena (nord)

L'Aglí (en occità Aglin) és un riu que neix a Occitània, a les Corberes, i desemboca a la Catalunya del Nord, al Rosselló.
Neix al Col de Limas, a la serralada nord-pirinenca de les Corberes, terme de Bugarag. Abandona les Corberes després de passar pel terme de Cubièra per entrar a la Fenolleda, on passa per Sant Pau de Fenollet, Ansinyà, i la Tor de Trinyac; llavors entra al Rosselló i passa per Estagell, Cases de Pena, Espirà de l'Aglí, Ribesaltes i Sant Llorenç de la Salanca, i finalment desemboca al Mediterrani al Barcarès, després d'un recorregut de 74 km. A la Fenolleda crea múltiples congosts, com les turístiques Gorges de Galamús, a Sant Pau de Fenollet.

## Toponímia
A l'Ora maritima, Aviè recull les informacions del Periple Massaliota del segle vi aC, i menciona, a la zona del Rosselló, un Sordus amnis (que no és més que 'el riu dels sòrdons'), que es podria correspondre a l'Aglí. Plini el Vell l'anomena flumen Vernodubrum, un topònim clarament cèltic i que avui en dia porta un afluent de l'Aglí, el Verdoble.
A l'edat mitjana el topònim es degué desplaçar per referir-se exclusivament al Verdoble, alhora que el riu principal prengué el nom d'Aquilinum 'relatiu a les àguiles', tal vegada un nom de persona, ja documentat el segle ix, i que evolucionà fins a prendre la forma actual de Aglí.

## Afluents principals
Es tracta d'un riu de caràcter mediterrani, de gran irregularitat, amb períodes de sequera i grans crescudes. Una de les més destacables fou la del 17 d'octubre de 1940, amb 2.100 m³/s a Estagell.
Els seus principals afluents són el Verdoble, el Matassa, el Boulzane i el Maurí, situats així:
- Riba dreta:
  - la Bolzana: 34 km
  - la Désix: 32,4 km

- Riba esquerra:
  - la Ribera de Maurí: 18,6 km
  - el Verdoble: 46,8 km
  - el Ròbol: 17,8 km